# Liste de musées de la bicyclette
Un musée de la bicyclette présente l'histoire du vélo et du cyclisme. La liste suivante recense les musées classés par pays.

## Allemagne
- Musée allemand du vélo[1] Bad Brückenau, Bavière
- Musée du vélo Hüttenheim[2], Willanzheim, Bavière
- Musée du vélo de Rhénanie-Palatinat[3], Gau-Algesheim, Rhénanie-Palatinat
- Musée du vélo et musée de la mécanique[4], Plauen, Saxe
- PedalWelt[5], Heimbuchenthal, Bavière

## Autriche
- Musée du vélo de Retz[6], Retz District de Hollabrunn, Basse-Autriche
- Musée du vélo du château de Vösendorf[7], Vösendorf
- Musée du vélo d'Ybbs an der Donau[8], Ybbs sur le Danube
- Oldtimermuseum "Rund ums Rad"[9] Altmünster

## Belgique
- Nationaal Wielermuseum[10], Roulers
- Musée du Cycle de Weyler[11] Arlon, Wallonie
- Musée vivant du Cycle[12] Ampsin, Wallonie

## Brésil
- Musée de la bicyclette de Joinville[13], Joinville, Santa Catarina

## Canada
- The Bicycle Forest[14], Waterloo, Ontario
- Musée de la Science et de la technologie du Canada[15], Ottawa, Ontario

## Corée du sud
- Sangju Bicycle Museum[16], Sangju

## Danemark
- Danmarks Cykelmuseum[17], Aalestrup

## Estonie
- Musée estonien de la bicyclette[18], Väätsa

## États-Unis d'Amérique
- Bicycle Museum of America[19] New Bremen (Ohio)
- Bicycle Musée D'Histoire[20], Grand Junction (Colorado)
- Golden Oldy Cyclery & Sustainability[21] Golden, Colorado
- Houston Bicycle Museum[22], Houston
- Little Congress Bicycle Musée[23], Cumberland Gap, Tennessee
- The Metz Bicycle Museum Freehold, New Jersey (fermé en 2014 à la suite du décès de Monsieur Metz son fondateur)
- Marin Museum of Bicycling, Fairfax, Californie, qui inclut le Mountain Bike Hall of Fame[24]
- Old Satellites Home[25], Burlington (Vermont)
- Three Oaks Bicycle Museum – Three Oaks (Michigan)
- United States Bicycling Hall of Fame, Davis (Californie)
- The Velocipede Musée[26] – New Castle (Delaware)

## France
- Musée du vélo[27], Hiers-Brouage (Charente-Maritime - Nouvelle-Aquitaine)
- Musée du vélo du Haut-Limousin, situé à Arnac-la-Poste (Haute-Vienne - Nouvelle-Aquitaine)
- Musée du vélo et de la moto, situé à Domazan (Gard - Occitanie)
- Musée d'Art et d'Industrie de Saint-Étienne collection cycles, Saint-Étienne (Loire - Auvergne-Rhône-Alpes)
- Musée de la moto et du vélo -  Collection Maurice Chapleur[28], Amnéville (Moselle - Grand Est)
- Musée du vélo Michel-Grézaud[29], Tournus (Saône-et-Loire - Bourgogne-Franche-Comté)
- Musée du vélo "La Belle Échappée"[30], La Fresnaye-sur-Chédouet (Sarthe - Pays de la Loire)
- Musée du vélo à Moret-sur-Loing[31] (Seine-et-Marne - Île-de-France)
- Musée Comtadin du Cycle[32], à Pernes-les-Fontaines (Vaucluse - Provence-Alpes-Côte d'Azur)

## Japon
- Musée du cycle d'Osaka[33], Saikai, Osaka
- Musée du cycle de Yokohama[34], Yokohama
- ̥ Musée du cycle Yagami[35], Nagoya

## Lituanie
- Musée de la bicyclette de Šiauliai[36], Šiauliai

## Pays-Bas
- Velorama[37], Nimègue ((Province de Gueldre)
- Fietsmuseum Garage Birza Zuidhorn[38]

## Pologne
- Musée du vélo[39], Gołąb, Gmina de Puławy

## Portugal
- Museu do Ciclismo[40], Caldas da Rainha

## Suisse
- Musée du vélo de Brügg